# Камарзана (Сату Маре)
Камарзана (рум. Cămărzana) насеље је у Румунији у округу Сату Маре у општини Камарзана. Oпштина се налази на надморској висини од 219 m.

## Становништво
Према подацима из 2002. године у насељу је живело 2643 становника, од којих су сви румунске националности.